# Parque nacional Kalbarri
El Parque Nacional Kalbarri es un parque nacional de Australia Occidental de 1.830,04 km², ubicado a 485 km al norte de Perth. Entre sus principales atractivos geográficos se encuentran la garganta del río Murchison de cerca de 80 km de longitud. Se pueden observar igualmente espectaculares acantilados costeros cerca de la desembocadura del río Murchison y de la localidad de Kalbarri.
El área es también conocida por la diversidad y extendido de sus prados de flores durante la época de invierno. Se puede observar unas 21 especies de plantas únicamente en lo alto de los acantilados que son específicas de esta región. Algunas especies de orquídeas solo pueden ser vistas en el parque y cerca de éste.
Las actividades en el parque incluyen paseos a caballo, caminatas, escalada, natación y rafting. Desde Kalbarri, se pueden tomar cruceros que suben por el río Murchison visitando sus atractivos naturales.

## Galería de fotos

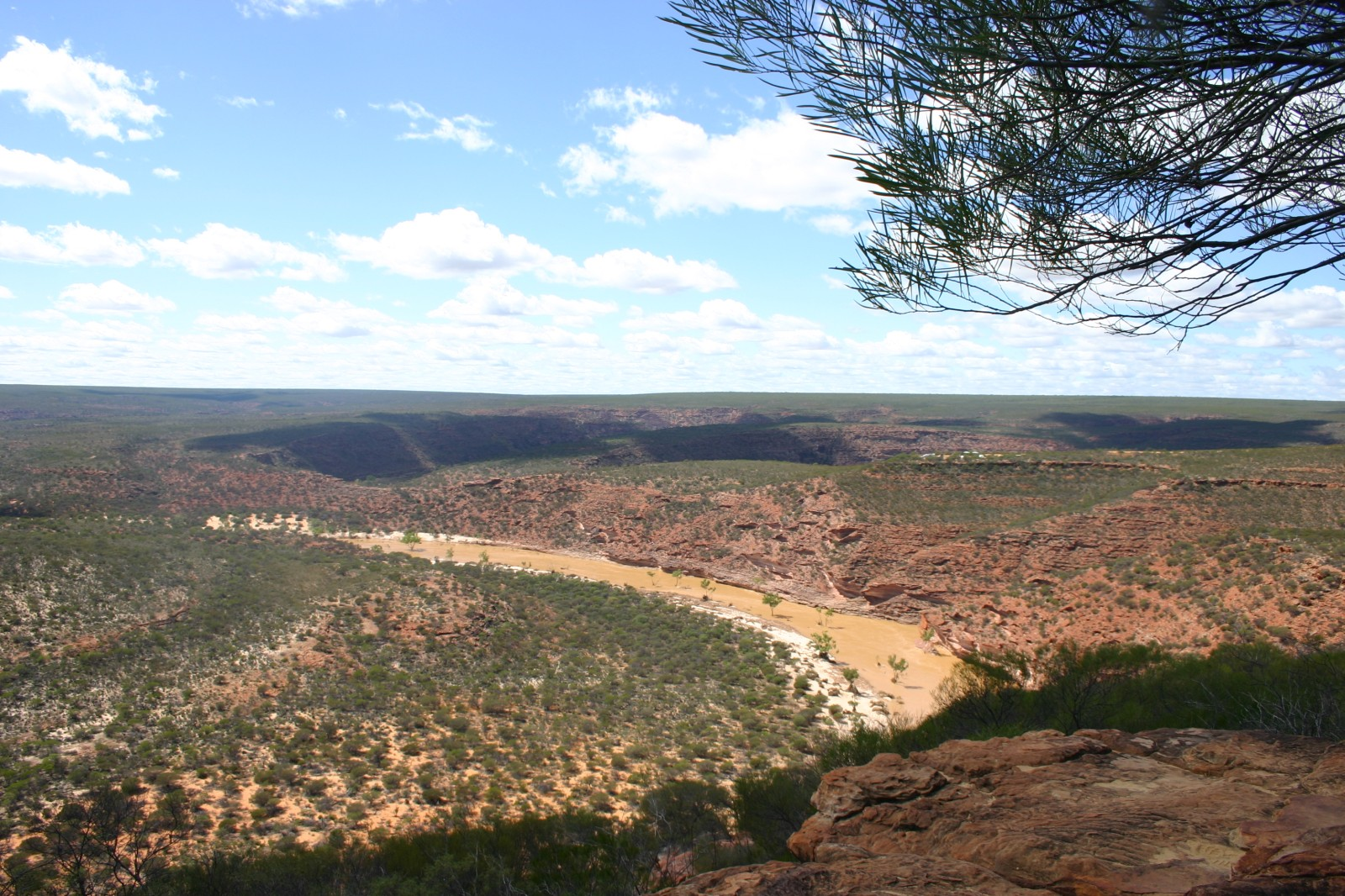
Garganta del río Murchison
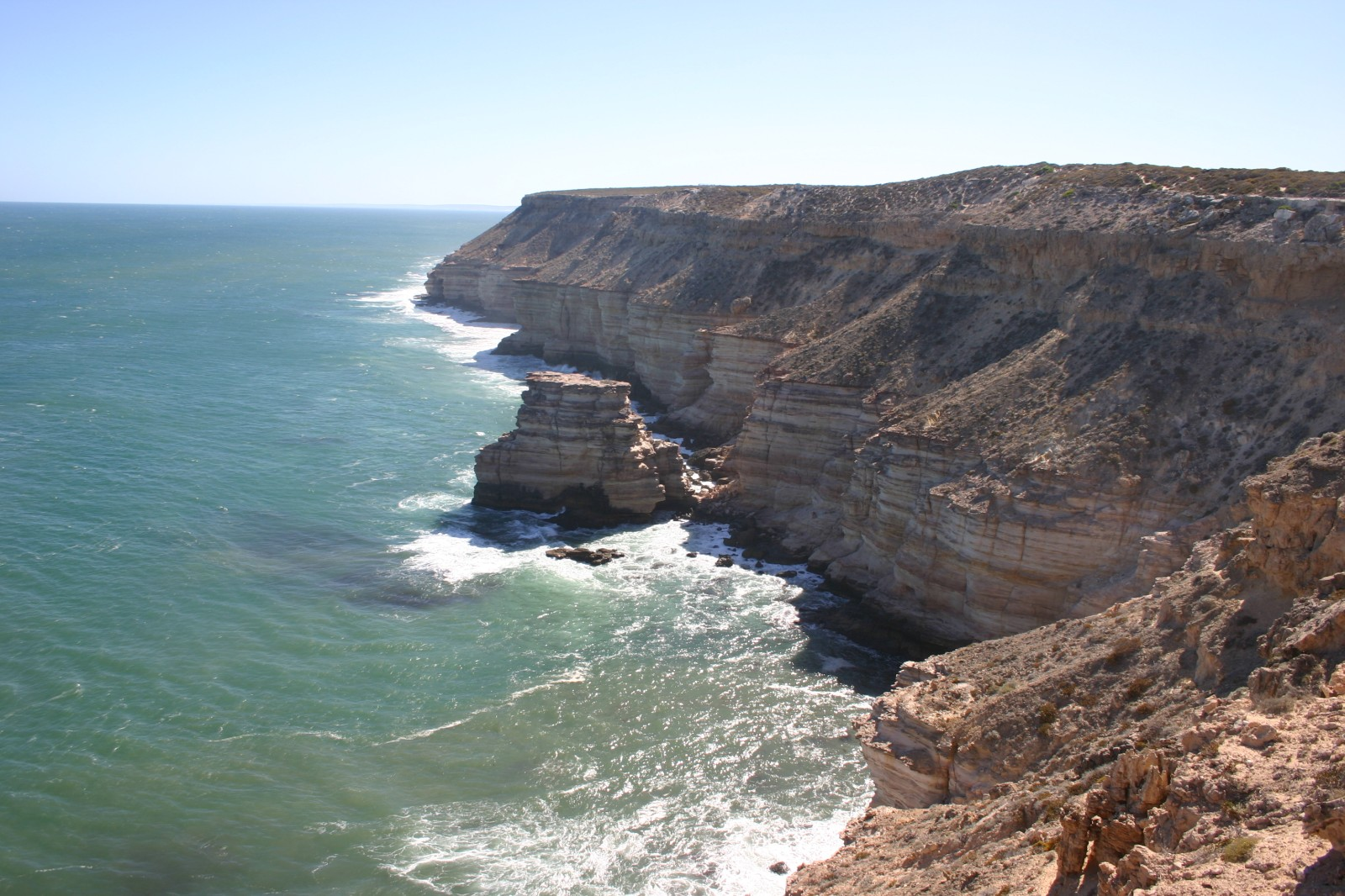
'Isla Roca'
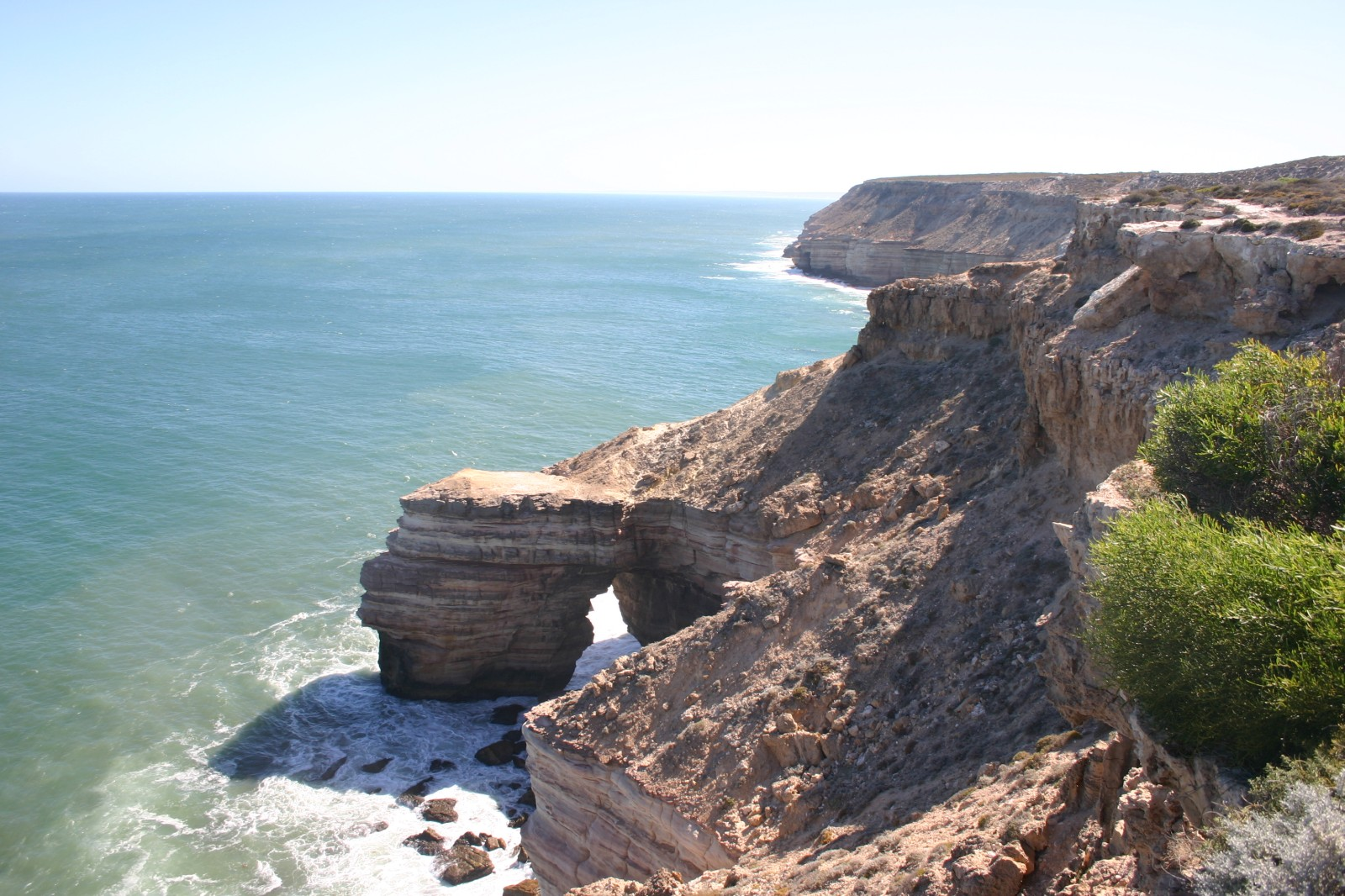
'Puente natural'